# Hillside Home School I
La Hillside Home School I fu una scuola privata situata a Spring Green, nel Wisconsin, fondata nel 1887 dalle sorelle Ellen e Jane Lloyd Jones. La scuola, progettata da Frank Lloyd Wright, ha rappresentato un esperimento educativo innovativo e progressivo per l'epoca, integrando l'insegnamento accademico con attività pratiche in un contesto rurale e familiare .

## Storia
Nel 1887, le sorelle Lloyd Jones decisero di fondare la Hillside Home School, un'istituzione educativa che combinava l'insegnamento tradizionale con l'esperienza diretta della vita agricola e artigianale. Le sorelle avevano avuto esperienze significative nel campo dell'educazione, Ellen come capo del dipartimento di storia presso il River Falls Wisconsin State Normal School e Jane come direttrice di formazione per l'asilo a St. Paul, Minnesota .
La scuola nacque come un progetto a conduzione familiare, pensato per fornire un'educazione completa ai nipoti della famiglia Lloyd Jones. Oltre alle materie accademiche, i ragazzi e le ragazze venivano coinvolti in attività agricole, pratiche artistiche e lavori manuali. La scuola si distinse per il suo approccio "progressista", precedendo le riforme educative promosse da pedagogisti come John Dewey, ponendo al centro lo sviluppo individuale e il benessere degli studenti. In questo ambiente, i bambini non erano visti come semplici recettori di conoscenza, ma come individui da sostenere nel loro processo di crescita, attività e auto-espressione .

## Il Progetto Architettonico
Nel 1902, la scuola divenne troppo grande per l'edificio iniziale, progettato in stile Shingle, e Frank Lloyd Wright, nipote delle fondatrici, fu incaricato di progettare una nuova struttura. Wright applicò molte delle innovazioni architettoniche che stava sviluppando in quel periodo, ispirato dalla sua visione dell'architettura organica. Il nuovo edificio fu progettato per riflettere il paesaggio circostante e per creare uno spazio che favorisse l'interazione tra la scuola, la casa e l'ambiente naturale .
La nuova scuola includeva aule, una sala assemblea con balcone (che fungeva anche da biblioteca), e una palestra con un secondo balcone. Un ponte collegava l'edificio principale a un laboratorio di fisica e una sala d'arte, costruiti grazie al finanziamento di alcuni clienti di Wright. Il progetto architettonico si distinse per l'uso di tetti bassi e inclinati, camini massicci, finestre a vetri piombati e una pianta a croce modificata. La struttura era realizzata principalmente in quercia scura e pietra locale, materiali che rispecchiavano l'interesse di Wright per l'armonia tra natura e costruzione .

## Chiusura ed eredità
La Hillside Home School cessò di operare nel 1915, ma nel 1933 Wright riadattò l'edificio per ospitare il Taliesin Fellowship, il suo programma di apprendistato architettonico. Questo trasformò la scuola in uno spazio di lavoro e studio per giovani architetti, continuando la tradizione educativa della famiglia Lloyd Jones .
Oggi, l'edificio della Hillside Home School fa parte del complesso di Taliesin, che include anche la casa di Wright e altre strutture da lui progettate. Taliesin è aperto al pubblico durante i mesi estivi, quando i membri del Taliesin Fellowship sono in residenza .

## Impatto educativo
La Hillside Home School è stata un precursore della pedagogia progressista negli Stati Uniti, dimostrando l'efficacia di un'educazione che integra la vita rurale, l'arte e la scienza. Il suo approccio olistico alla formazione dei giovani, che incoraggiava lo sviluppo del carattere e della creatività, ha influenzato molte scuole e pratiche educative successive. La scuola rimane un esempio significativo di come l'architettura e l'educazione possano interagire per creare ambienti che promuovono l'apprendimento e la crescita umana .